# Каменный Брод (Кемеровская область)
Ка́менный Брод — деревня в Яшкинском районе Кемеровской области, входит в состав Таловского сельского поселения.

## География
Деревня находится на левом берегу реки Яя, на расстоянии 23 км к северо-востоку от посёлка городского типа Яшкино, административного центра района. Ближайшие населённые пункты: Крутовка в 0,4 км на восток и Таловка в 2,5 км на юг. 

## Население
| 2010 |
| ---- |
| 2    |

## Улицы
В деревне имеются две улицы: Лесная и Центральная.